# Аой-мацури
Аой-мацури (яп. 葵祭, «фестиваль мальвы») — синтоистский праздник в японском городе Киото. Проводится двумя составляющими святилища Камо — святилищами Камигамо (Верхний храм) и Симогамо (Нижний храм). Официальное название праздника Камо-мацури.
Согласно преданиям святилища Камо, Аой-мацури был введён Императором Киммэем (540—571) во второй половине VI века. Однако пышные празднества начали проводить только с VIII века, после переноса императорской столицы в Киото. Аой-мацури отмечали под руководством местной жрицы сайо, которая назначалась из Императорской семьи. Этот праздник служил северным вариантом южного мацури при святилище Ивасимидзу Хатиман-гу, который был сугубо аристократическим и противопоставлялся простонародному празднику Гион-мацури.
Название праздника происходит от листьев мальвы, которыми украшают фасад святилища Камо. Два лепестка мальвы являются символом этого святилища.

Начиная с XX века Аой-мацури отмечают 15 мая по григорианскому календарю. После Второй мировой войны была ликвидирована практика назначения жриц сайо из императорской семьи. Сегодня их выбирают среди жительниц Киото.
Одними из популярных мероприятий праздника, предшествующих главной церемонии, являются древние обряды: стрельба из лука ябусамэ (яп. 流鏑馬) верхом на лошадях в святилище Симогамо и скачки курабэума-э (яп. 競馬会) в святилище Камигамо. Основное событие Аой-мацури — ротоноги (яп. 路頭の儀) — императорское шествие из киотского Императорского дворца в святилище Камо, которое сегодня заменено шествием облачённых в костюмы периода Хэйан жителей города. Шествие сопровождается придворной музыкой и танцами.
Аой-мацури является одним из трёх крупнейших праздников Киото.